# La Mercè (Cusco)
La Mercè, anomenat també Basílica Menor de la Mercè és un temple que pertany a l'Orde de la Mercè i està situat a una quadra de la Plaça d'Armes, en la Plaza Espinar, al centre històric de la ciutat Imperial del Cusco a Perú. El temple posseeix planta basilical de tres naus, amb magnífics altars barrocs en les seves naus laterals i d'estil neoclàssic en l'altar major. Destaquen particularment el cadirat del cor, les seves pintures colonials i talles de fusta policromades.
A causa dels terratrèmols que es van produir a Cusco, el Temple de la Mercè ha estat reconstruït i restaurat més d'una vegada. La seva fundació i primera construcció data de la primera meitat del segle xvi. El temple actual va reemplaçar al primer temple destruït pel terratrèmol de 1650.
Annex al temple es pot visitar el convent mercedari i els seus bells claustres d'estil barroc.

## Custòdia mercedaria
La custòdia més bella de Llatinoamèrica s'exhibeix a l'interior d'un dels ambients del claustre principal del convent de la Mercè. És un increïble treball d'orfebreria realitzat amb or i pedres precioses, amb un pes total de 22 quilos i 130 centímetres d'altura. Compta amb 230 grams d'or i plata, 1.538 trossos de diamants i gemmes ocnes, 628 perles (entre elles la 2a més gran del món), 312 ametistes, 3 maragdes,1 topazi i dotzenes de rubies i unes altres; la custòdia té tallats entre ells uns àngels en la part superior de la verge al centre, una sirena més a baix i una ovella prop del peu de la custòdia.

## Mare de Déu de la Mercè

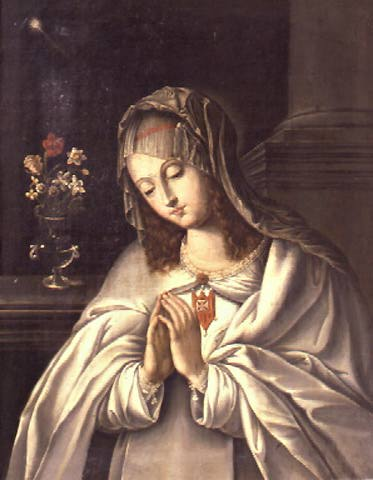
Mare de Déu de la Mercè.

La Mare de Déu de la Mercè és la patrona del temple i celebra la seva festivitat el 24 de setembre de cada any, sortint en processó i recorrent els carrers de la ciutat.
L' advocació de la Mare de Déu neix a Catalunya al segle xiii sota l'impuls dels religiosos de l'Orde de la Mercè que es dedicaven a la redempció dels cristians captius. Aquesta obra de misericòrdia, urgent en aquest moment de guerres entre cristians i musulmans en el Mediterrani, rebia el nom de Mercè.
L'Orde neix a Barcelona en 1218, i es tenen testimoniatges d'aquest nom des de mitjans del segle xiii. En les primeres Constitucions de l'Orde, en 1272, ja rep el títol de "Ordre de la Mare de Déu de la Mercè de la Redempció dels cristians captius de Santa Eulalia de Barcelona".
La devoció a la Mare de Déu de la Mercè es va difondre en la Europa meridional amb la labor de redempció d'aquests religiosos i els seus confrares. Amb l'Evangelització d'Amèrica, en la qual l'Orde de la Mercè va participar des dels seus mateixos inicis, la devoció es va estendre i va arrelar profundament en tot el territori americà.
En llocs distants com El Totoral, localitat de El Quisco, Xile, se celebra tots els 24 de setembre, la Festa de la Mercè.

## Senyor dels Tremolors
En l'acostumada i habituada sortida de Dilluns Sant el Senyor dels Tremolors, patró de la ciutat del Cusco arriba al temple de la Mercè a quedar-se per una hora, a realitzar-se missa i rebent-ho amb cants cristians. El senyor dels Tremolors arriba a canviar-se d'hàbit procedent del Temple de Santa Teresa.